# ایستگاه متروی آرسنال
ایستگاه متروی آرسنال (انگلیسی: Arsenal tube station) یکی از ایستگاه‌های خط پیکدیلی متروی لندن است.
این ایستگاه که در ناحیه هایبری قرار دارد در سال ۱۹۰۶ میلادی تأسیس شده است.